# 倉本駅
倉本駅（くらもとえき）は、長野県木曽郡上松町大字荻原にある、東海旅客鉄道（JR東海）中央本線の駅である。

## 歴史
- 1914年（大正3年）5月1日：国有鉄道中央本線の上松 - 須原間に立町信号所として開設[1][2]。
- 1922年（大正11年）4月1日：立町信号場に改称[2]。
- 1925年 (大正14年) 4月1日：大同電力桃山発電所建設に伴う専用線敷設[3][4]。
- 1934年 （昭和9年） 3月31日：専用線廃止[3]。
- 1948年（昭和23年）9月1日：立町信号場が駅に昇格、倉本駅として開業[1]。旅客営業および荷物扱い[2]。
- 1982年（昭和57年）2月26日：業務委託駅となる[5]。
- 1984年（昭和59年）
  - 2月1日：荷物扱い廃止[2]。
  - 10月1日：業務委託駅から無人駅となる[6][7][8]。
- 1987年（昭和62年）4月1日：国鉄分割民営化により東海旅客鉄道（JR東海）の駅となる[2][9]。

## 駅構造
相対式ホーム2面2線を有する地上駅。上松方複線、須原方単線の交換可能駅でもある。木曽福島駅管理の無人駅である。1番線側に駅舎があるが、2番線には駅舎を通らず公道から直接ホームに上がる。

### のりば
| 番線 | 路線        | 方向 | 行先               |
| ---- | ----------- | ---- | ------------------ |
| 1    | CF 中央本線 | 下り | 木曽福島・長野方面 |
| 2    | CF 中央本線 | 上り | 中津川・名古屋方面 |

## 利用状況
「長野県統計書」によると、1日平均の乗車人員は以下の通りである。
- 2007年度 - 15人[1]
- 2009年度 - 14人[1]
- 2010年度 - 18人[6]
- 2011年度 - 25人[11]
- 2012年度 - 25人[12]
- 2013年度 - 22人[13]
- 2014年度 - 18人[14]
- 2015年度 - 19人[15]
- 2016年度 - 19人[16]
- 2017年度 - 16人[17]
- 2018年度 - 14人[18]

中央本線内の駅では日出塩駅、十二兼駅と並んで少ない。

## 駅周辺
旧宿場町ではなく、民家もやや離れた位置に点在している。
- 木曽川[1]
- 国道19号[1]
- 空木岳登山口[1][6]

## バス路線
- 上松町コミュニティバス

## 隣の駅
東海旅客鉄道（JR東海）
CF 中央本線
上松駅 (CF29) - 倉本駅 - 須原駅